# Henri Joseph Van Langhenhoven
Henri Joseph Van Langhenhoven, né le 17 octobre 1749 à Bruxelles, et mort après 1835, est un avocat au conseil souverain de Brabant et un chimiste, devenu en 1802 maire de Bruxelles, mandat qu'il exerce jusqu'en 1805. 

## Biographie

### Famille
Henri Joseph Van Langhenhoven, est né à Bruxelles le 17 octobre 1749 et y est baptisé à la paroisse des Saints-Michel-et-Gudule. Il est le fils de Jean Baptiste Van Langhenhoven, marchand de papier au Andriesmolen à Bruxelles et de Marie De Proost, mariés en 1731,. Il réside à la rue des Éperonniers avec son épouse Marie Élisabeth Flamand, dont il a au moins deux filles : Henriette Marie, née en 1794 et Eugénie Pétronille (1798-1814).

### Carrière
Initialement avocat au conseil de Brabant (1773) et greffier en chef de la chambre des tonlieux, Henri Joseph Van Langhenhoven est également membre de la Loge maçonnique au tableau de 1777 dans l’Union, troisième loge de Bruxelles, no 9. Ensuite, il devient chimiste. 
Il est nommé maire de la ville de Bruxelles le 14 juillet 1802 et exerce ce mandat jusqu'au 22 mars 1805. Les candidats étant peu nombreux après la destitution et l'exil de Nicolas Rouppe, le choix s'est porté sur Henri Van Langhenhoven, personnalité sérieuse et honnête, mais sans grande aura. Il est remplacé par Louis Devos. 
Le 3 juillet 1804, alors qu'il est toujours maire, il est nommé membre de la Société de Médecine de Bruxelles.
Sous la mairie de Van Langhenhoven, la restauration de l’ordre public et le rétablissement du culte catholique permettent la reprise progressive des activités commerciales et industrielles, encouragée par le droit de propriété, également déclaré sacré.
Sous son bref mandat, des travaux débutent afin d'embellir la ville : l'ancien cimetière de l'église de Sainte-Gudule disparaît, tandis que les ingénieurs conçoivent les plans du canal de Charleroi. Le 14 juin 1803, il publie un arrêté concernant la conservation des cabinets de Physique et d'histoire naturelle, dont il confie la garde à Adrien Dekin et à Guillaume Vandenborre. Cet arrêté concerne l'école centrale, ancêtre de l'Institut royal des sciences naturelles.
En 1812, Henri Joseph Van Langhenhoven, résidant rue du Lombard, sous le titre de chevalier de la Légion d'honneur, est membre du collège électoral du département de la Dyle. En 1825, il est désigné comme rentier. En 1835, il est désigné comme propriétaire, membre de la Légion d'Honneur, résidant à Bruxelles.

## Phaléristique
Chevalier de la Légion d'honneur